# Route 19 (Alberta)
Pour les articles homonymes, voir Route 19.
La Route 19 et la Route 625 sont deux routes provinciales au sud d'Edmonton en Alberta qui forment une route continue ouest / est reliant la route 60 près de Devon à la route 21 à l'est de Beaumont. La route est actuellement en train d'être doublée pour faire d'elle une route à chaussées divisées. Des plans à long terme prévoient de faire de même à la route 625.

## Description du tracé
La route débute à la jonction avec la route 60 près de Devon. Elle se dirige vers l'est en passant au nord de l'Aéroport international d'Edmonton. Elle croise la route 2 et c'est à cet endroit que la route 19 prend fin et que la route 625 débute. La route 625 passe dans le parc industriel de Nisku, puis au sud de Beaumont, où elle rencontre la route 814. Elle prend fin à la jonction de la route 21 à l'est de Beaumont.

## Intersections majeures
| Municipalité rurale / spécialisée | Ville            | km    | Destinations                                         | Notes                                                |
| --------------------------------- | ---------------- | ----- | ---------------------------------------------------- | ---------------------------------------------------- |
| Comté de Leduc                    | Devon            | 0,00  | AB-60 (Devonian Way) – Calmar, Archeson              |                                                      |
| Ville d'Edmonton                  | Ville d'Edmonton | 10,60 | 145 Street SW / Airport Perimeter Road               | Accès à l'Aéroport international d'Edmonton          |
| Comté de Leduc                    | Nisku            | 12,20 | AB-2 – Edmonton, Leduc, Red Deer, Calgary            | Sortie 525 de l'AB-2                                 |
| Comté de Leduc                    | Nisku            | 0,00  | Terminus est de l'AB-19 • Terminus ouest de l'AB-625 | Terminus est de l'AB-19 • Terminus ouest de l'AB-625 |
| Comté de Leduc                    | Beaumont         | 8,90  | AB-814 – Edmonton, Wetaskiwin                        |                                                      |
| Comté de Leduc                    |                  | 20,20 | AB-21 – Sherwood Park, Fort Saskatchewan, Camrose    |                                                      |
| - Transition de route             |                  |       |                                                      |                                                      |